# Savoia-Marchetti SM.74
Савоя-Маркетти SM.74 (итал. Savoia-Marchetti SM.74) — итальянский транспортный самолёт, построенный компанией Savoia-Marchetti по заказу национальной авиакомпании Ala Littoria. Произведено 3 экземпляра.

## История создания
В первой половине 30-х годов, изучая зарубежный опыт создания транспортно-пассажирских самолётов, выдающийся итальянский авиаконструктор Алессандро Маркетти создал проект самолёта такого класса. В те годы в Европе было велико влияние голландской школы гражданского авиастроения, в частности компании Fokker. Новейшим представителем которой стал самолёт Fokker F.XXXVI, обладавший лучшим по тем временам комфортом для пассажиров. Он и был взят за основу Маркетти при создании своего проекта.
Новый самолёт получил обозначение Savoia-Marchetti SM.74, чуть позже к нему добавилось название “Millepiedi” (сороконожка). Двухсекционный фюзеляж состоял из набора стальных труб и практически целиком обшивался тонкими дюралевыми листами. Некоторые узлы, например высоко расположенное крыло были использовано от транспортного самолёта SM.72, делалось оно из дерева и его обшивали полотном. В верхней передней части фюзеляжа располагалась кабина пилотов, в нижней салон рассчитанный на 27 пассажиров, а также багажный отсек. Как и его голландский прототип SM.74 оснащался четырьмя двигателями установленными в плоскостях.
Первый самолёт поднялся в воздух 16 ноября 1934 года. Испытания прошли удачно, поэтому Маркетти стал ждать заказы на свой самолёт. Но увы, итальянские авиаперевозчики предпочли новинку того времени - более вместительный, цельнометаллический американский самолёт Douglas DC-2, поставки которого в Италию начались в 1934 году, позже к нему добавился знаменитый  DC-3, некоторое количество которых так же было куплено итальянцами. Только авиакомпания Ala Littoria заказала у Маркетти ещё два экземпляра SM.74, поскольку его можно было использовать для перевозки крупногабаритных грузов. 
Впоследствии самолёты этого типа обслуживали линию Рим - Париж. С вступлением Италии во Вторую мировую войну все лучшие гражданские самолёты были реквизированы армией. “Millepiedi” использовались в роли транспортных самолётов в Ливии. Далее все три самолёта постепенно погибали в боевых действиях. Последний из них был уничтожен 19 августа 1943 года в Риме при бомбардировке союзников.

## Тактико-технические характеристики
- Длина – 21,36 м
- Размах крыла – 29,36 м
- Площадь крыла – 120,00 м.кв. Высота – 5,50 м
- Масса пустого – 8900 кг
- Масса взлетная – 14000 кг
- Скорость максимальная – 322 км/ч
- Скорость крейсерская – 278 км/ч
- Дальность – 2000 км
- Потолок – 7000 метров
- Двигатель – четыре радиальных Alfa Romeo 126RC34, мощностью 780 л.с. каждый
- Экипаж – 4 человека
- Нагрузка – 27 пассажиров или аналогичный по массе груз